# Сидельникова, Зинаида Яковлевна
Зинаида Яковлевна Сидельникова (15 октября 1920 — 12 апреля 1996) — советский журналист, редактор книжной редакции издательства «Орловская правда», Орловского и Приокского книжных издательств. В 1944—1946 гг. редактор произведений И. В. Сталина.

## Творческая биография
Зинаида Яковлевна Сидельникова родилась 15 октября 1920 года в деревне Семёнково Серебряно-Прудского района Тульской области (в настоящее время — Московская область) в семье служащих. С детских лет жила в Москве. Училась в 101-й образцовой московской школе с углублённым изучением немецкого языка, которую окончила с золотой медалью.
После окончания средней школы в 1938 году поступила в Московский институт философии, литературы и истории (МИФЛИ). После объединения в 1941 году МИФЛИ и МГУ училась в Московском Государственном Университете им. М. В. Ломоносова на филологическом факультете. В 1942 году закончила обучение и получила специальность научного работника в области литературы и языка, преподавателя вуза. В годы войны (1942—1944) была эвакуирована в Восточный Казахстан, где начала свою трудовую деятельность — преподавала русский и немецкий языки и литературу в средней школе.
С 1944 года — сотрудник Госполитиздата в Москве. Принимала участие в издании партийных и правительственных документов, приказов Верховного Главнокомандующего, различной политической литературы.
С 1946 года Сидельникова жила в Орле. Делом её жизни стала работа редактором книжных издательств. В 1948 году была приглашена на должность редактора книжной редакции издательства «Орловская правда». С 1958 по 1975 год — бессменный редактор Орловского, а затем Орловского отделения Приокского книжных издательств. В 1965—1975 годах возглавляла Орловское отделение. С 1957 года — член Союза журналистов СССР.
Ею редактировалась практически вся выходившая в Орле 1950-70-е годы художественная и краеведческая литература. Через её руки прошли рукописи первых книг молодых орловских литераторов В. Катанова, В. Громова, Д. Блынского, А. Лесных, Е. Зиборова, ставших впоследствии членами Союза писателей. В тесном творческом контакте работала она с писателями В. Мильчаковым, И. Патенковым, Л. А. Афониным, Е. Горбовым, А. Яновским, П. Проскуриным, пользовалась большим авторитетом среди творческой интеллигенции города, являлась автором-составителем краеведческих изданий.
Серьёзно и вдумчиво подходила она к составлению редакционно-издательских и тематических планов, к формированию репертуара орловской книжной продукции. В результате в разные годы в Орле были выпущены ранее редко издаваемые «Стихотворения» А. Н. Апухтина, произведения Н. С. Лескова «Мелочи архиерейской жизни», «Леди Макбет Мценского уезда», «Повести и рассказы» А. Германо, «Отец Сергий» Л. Н. Толстого, «Капитан первого ранга» А. С. Новикова-Прибоя, «Повесть об Орловском театре» и «Л. Н. Андреев» Л. Н. Афонина, «Литературные места Орловской области» Н. М. Чернова, а также книги и путеводители об Орле.
Сидельникова была энциклопедически образованным человеком: любила и знала русскую и зарубежную литературу, историю, свободно владела немецким языком.
Умерла З. Я. Сидельникова 12 апреля 1996 года, похоронена на Лужковском кладбище в г. Орле.

## Произведения
- Афонин Л. Н., Сидельникова З. Я. Памятные места в гравюрах Ал. Мищенко.— Орёл, 1962. — 63 с.
- Сидельникова З. Я. [Вступительная статья] // Германо А. В. Повести и рассказы. — Орёл, 1962. — с. 3—6.
- Сидельникова З. Я. Орловское издательство — детям // Орловская правда. — 1962/ — 28 марта.
- Сидельникова З. Я. Орёл. — Тула: Приок. кн. изд-во, 1964. — 28 с. — ил.